# Mojomulyo (Puger)
Mojomulyo is een bestuurslaag in het regentschap Jember van de provincie Oost-Java, Indonesië. Mojomulyo telt 8225 inwoners (volkstelling 2010).